# Camino de Santiago de Alcalá de Henares

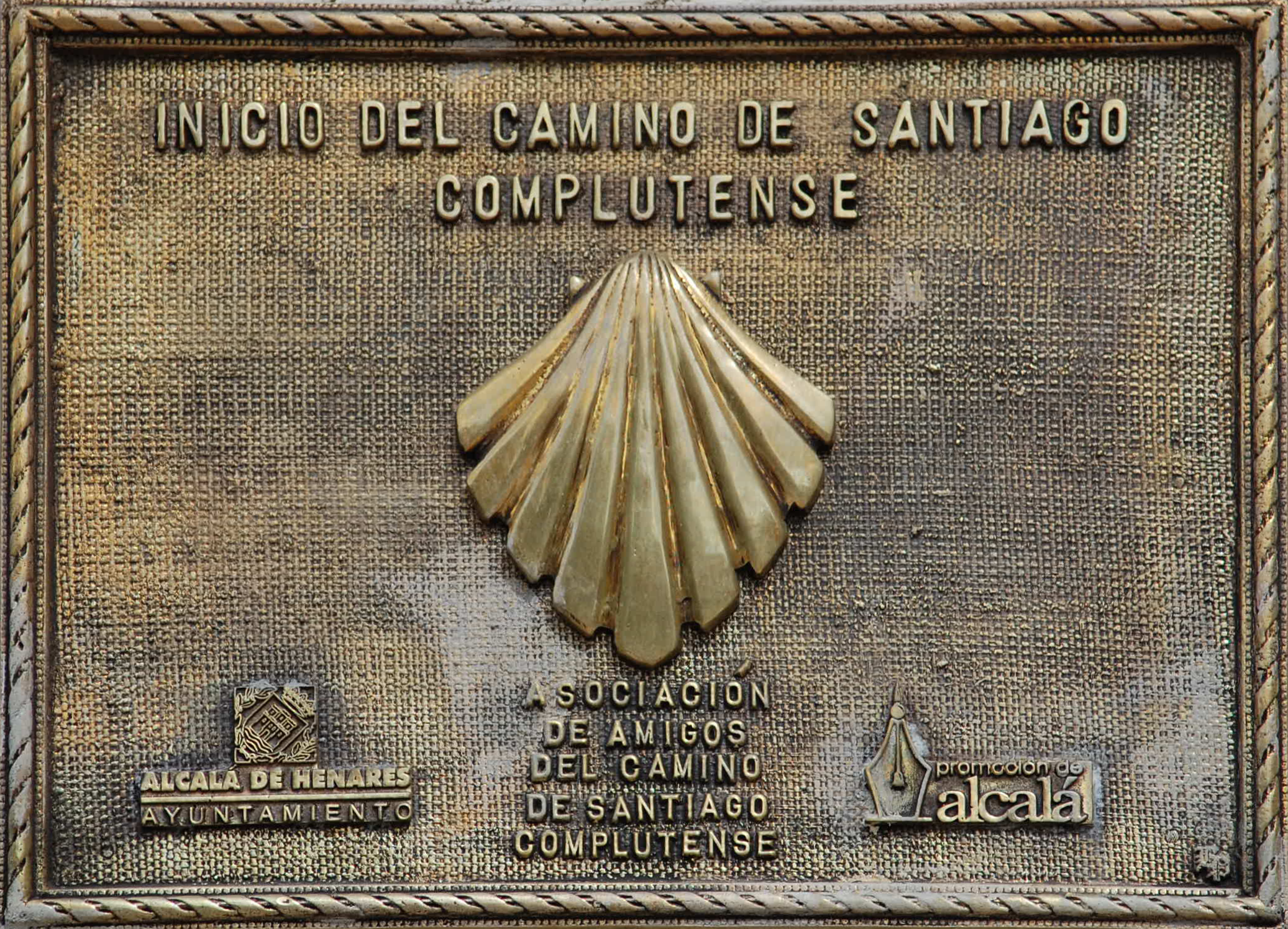
Placa en la Catedral de Alcalá, marcando el inicio del Camino de Santiago Complutense

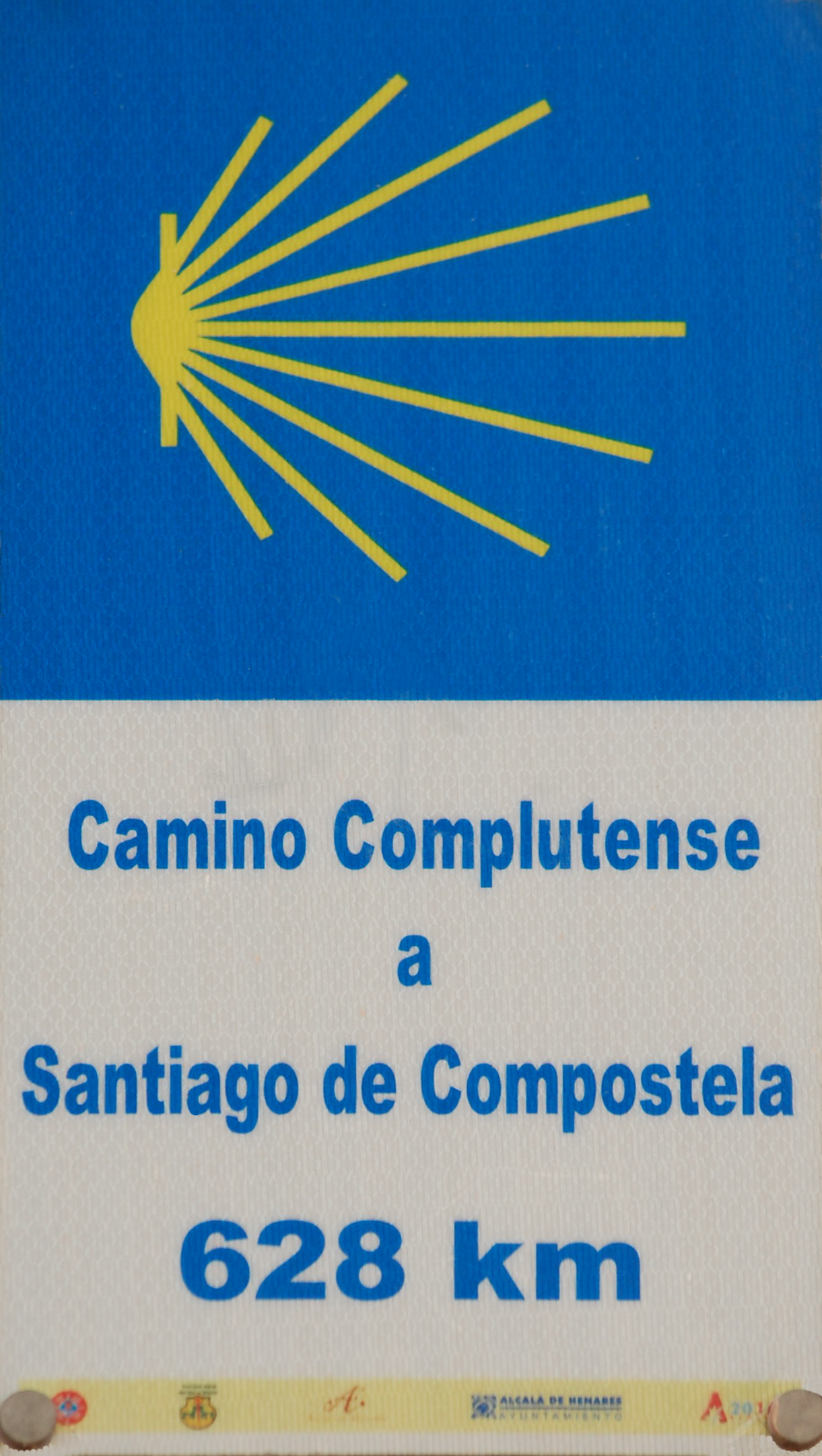
Ruta jacobea de 628 km.

El Camino de Santiago de Alcalá de Henares o Camino de Santiago Complutense es la ruta jacobea que se inicia en la ciudad complutense y se dirige hacia el norte hasta Segovia, donde enlaza con el Camino de Santiago de Madrid.

## Historia
En 2010 se publicó una guía del mismo, detallando la ruta, con el objetivo de recuperar el antiguo camino que seguían los peregrinos que partían desde Alcalá, y que fue iniciativa de la Asociación de Amigos del Camino de Santiago Complutense, con el apoyo del ayuntamiento y el obispado de la ciudad. En 2012 el ayuntamiento instaló una serie de conchas indicativas del recorrido, desde la Catedral-Magistral hasta la salida del centro histórico. En 2025 la Asociación de Amigos del Camino de Santiago Complutense se incorporó a la Federación Española de Amigos del Camino de Santiago, y así ser reconocido como “Camino Cultural Europeo”.

## Ruta
| Población                  | Provincia | A Santiago (km) |
| -------------------------- | --------- | --------------- |
| Alcalá de Henares          | Madrid    | 628             |
| Camarma de Esteruelas      | Madrid    | 620             |
| Valdeolmos                 | Madrid    | 607             |
| Talamanca de Jarama        | Madrid    | 593             |
| Torrelaguna                | Madrid    | 582             |
| Cabanillas de la Sierra    | Madrid    | 570             |
| Miraflores de la Sierra    | Madrid    | 558             |
| Rascafría                  | Madrid    | 536             |
| La Granja de San Ildefonso | Segovia   | 512             |
| Segovia                    | Segovia   | 501             |

## Actividades
Anualmente desde 2010 se imparte un ciclo de conferencias sobre el Camino de Santiago Complutense, organizado por la Asociación de Amigos del Camino de Santiago Complutense, la Asociación Galega del Corredor del Henares, la Asociación Hijos y Amigos de Alcalá de Henares, y el Ayuntamiento de Alcalá de Henares.